# Хайльсброннский монастырь
Хайльсброннский монастырь — бывший цистерцианский монастырь. Расположен в 16 км от города Ансбаха. Монастырь посвящён Свв. Марии и Иакову.
В Хайльсброннском монастыре производились до 1625 года погребения членов франконской ветви династии Гогенцоллернов. Одновременно этот монастырь представляет собой и самое старое из известных мест погребения членов этой династии, поскольку известные из истории места первые погребения, (в бытность их бургграфами города Нюрнберга) в районе современной церкви Святого Эгидия археологически не обнаружены.